# إيملي يونغ (كاتبة)
إيملي يونغ (بالإنجليزية: Emily Young)‏ هي كاتبة سيناريو ومخرجة بريطانية، ولدت في 1970 في لندن في المملكة المتحدة.

## وصلات خارجية
- إيملي يونغ على موقع IMDb (الإنجليزية)
- إيملي يونغ على موقع ألو سيني (الفرنسية)
- إيملي يونغ على موقع أول موفي (الإنجليزية)
- إيملي يونغ على موقع قاعدة بيانات الأفلام السويدية (السويدية)
- إيملي يونغ على موقع قاعدة بيانات الفيلم (الإنجليزية)
- إيملي يونغ على موقع كينوبويسك (الروسية)